# Isolepis inconspicua
Isolepis inconspicua är en halvgräsart som först beskrevs av Margaret Rutherford Bryan Levyns, och fick sitt nu gällande namn av Jean Raynal. Isolepis inconspicua ingår i släktet borstsävssläktet, och familjen halvgräs. Inga underarter finns listade i Catalogue of Life.